# 高昌庙
高昌庙是上海歷史上的寺廟，也是上海歷史上的一個地名。江南制造局所在地附近被称为高昌庙。半淞园路和高雄路原名高昌庙路，也是得名自高昌庙。

## 歷史
高昌庙本是上海高昌乡的土地庙，又称高昌司徒庙，北高昌庙。高昌庙最初是立学庵，建於南宋，後來立学庵變成高昌乡的土地庙，並於明代时改名高昌庙。
清朝咸丰十年（1860年)太平军东征时，高昌庙一度被清廷征用作为洋枪队兵营，庙也在这时被毁坏，后僧品涵将庙迁往浦东六里桥，并改名立雪庵。同治五年（1866），慧朱重建高昌庙，占地约1亩。重建時高昌庙為临济宗寺庙，后來尼姑在此居住。
光绪五年（1879），江南机器制造总局扩充，高昌庙被征圈。江南制造局总办李兴锐將高昌庙搬遷至江南机器制造总局西北。光绪十五年（1889)，高昌廟的尼姑又建了庙，称老高昌庙。江南制造局搬遷的庙称为新高昌庙，宣统元年（1909）新高昌庙划归江南制造局管理。两庙皆位于今制造局路、龙华东路、高雄路交汇处，边上有上海南站，附近逐渐形成工业集聚。上海光復期间，江南制造局成为戰場，新高昌庙受到波及而被炸毁。中華人民共和國成立后，位于制造局路749号的老高昌庙改为公益塑料厂。